# Gouvernement Estland
Het gouvernement Estland (Russisch: Эстляндская губерния; Estljandskaja goebernija; Estisch: Eestimaa kubermang), aanvankelijk gouvernement Reval (Ревельская губерния; Revelskaja goebernija) geheten en ook wel Russisch Estland genoemd, was een goebernija (gouvernement) van het keizerrijk Rusland. Het werd in 1719 gevormd uit de gebieden die waren veroverd op het koninkrijk Zweden tijdens de Grote Noordse Oorlog in 1710 en vernoemd naar de hoofdstad Reval (thans Tallinn). Het voormalige overzeese gebied Zweeds Estland werd officieel overgedragen aan Rusland bij de Vrede van Nystad in 1721. In 1783 werd de naam veranderd naar namestnitjestvo Reval (Ревельское наместничество; Revelskoje namestnitsjestvo). In 1796 kreeg het de naam gouvernement Estland.
Het gouvernement omvatte het noordelijke deel van het huidige land Estland, ongeveer overeenkomend met Harjumaa (inclusief de stad Tallinn), West-Virumaa, Oost-Virumaa, Raplamaa, Järvamaa, Läänemaa en Hiiumaa tot 12 april (juliaanse kalender: 30 maart) 1917 toen het werd uitgebreid met Noord-Lijfland, waarna het grofweg overeenkwam met het huidige Estland. Estland vormde samen met Lijfland en Koerland de Baltische provincies die onder Russisch bestuur bleven staan tot februari 1918.